# میدلوتیان (اوکلاهما)
میدلوتیان (به انگلیسی: Midlothian) یک منطقهٔ مسکونی در ایالات متحده آمریکا است که در شهرستان لینکلن، اکلاهما واقع شده‌است.